# اولگ پپف
اولگ پپف (روسی: Олег Константинович Попoв؛ ۳۱ ژوئیهٔ ۱۹۳۰ – ۲ نوامبر ۲۰۱۶) دلقک، هنرپیشه، و هنرمند سیرک اهل اتحاد جماهیر شوروی سوسیالیستی بود.
از فیلم‌ها یا برنامه‌های تلویزیونی که وی در آن نقش داشته‌است می‌توان به پرنده آبی اشاره کرد.
وی همچنین برندهٔ جوایزی همچون نشان لنین، جایزه هنرمند مردمی اتحاد جماهیر شوروی، نشان دوستی، و هنرمند مردمی جمهوری شوروی فدراتیو سوسیالیستی روسیه شده‌است.